# Ocean Surface Topography Mission
A Ocean Surface Topography Mission (OSTM) conduzida sobre o satélite Jason-2 é uma missão internacional de satélite de observação da Terra conduzida por um consórcio entre a EUMETSAT da União Europeia, o CNES da França, a NASA e a NOAA, ambas norte-americanas, que dá continuidade ao processo de medição da superfície oceânica iniciados em 1992 com a missão conjunta da NASA e do CNES chamada TOPEX/Poseidon, que foi seguida pela missão Jason 1 lançada em 2001.
Assim como suas duas antecessoras, a missão OSTM/Jason-2 usa altimetria oceânica de precisão para medir a distância entre o satélite e a superfície dos oceanos (nesse caso, a precisão é de 2 cm). Essas medições muito precisas das variações de altura da superfície oceânica também conhecida como topografia da superfície dos oceanos disponibiliza informações sobre a superfície oceânica de forma global, sobre a velocidade e direção das correntes oceânicas e sobre o calor armazenado nos oceanos.
O satélite Jason-2 e alguns de seus instrumentos (altímetro e antena) foi construído pela Thales Alenia Space usando como base a plataforma Proteus, sendo o CNES o contratante.
Os cientistas consideram os mais de quinze anos de dados acumulados por essa missão vão permitir avançar muito no conhecimento e entendimento de como a circulação dos oceanos está ligado às mudanças climáticas globais.
A missão OSTM/Jason-2 foi lançada em 20 de Junho de 2008 as 07:46 UTC, a bordo de um foguete Delta II, a partir da Base de Vandenberg. O satélite se separou do último estágio do foguete 55 minutos depois do lançamento.
Este satélite está em uma órbita circular não sincronizada com o Sol a 1.336 km de altitude, em inclinação de 66 graus em relação ao equador, permitindo a ele monitorar 95 por cento dos oceanos livres de gelo a cada 10 dias. O satélite Jason-1 foi movido para o outro lado da Terra passando a monitorar a mesma área que o Jason-2 sobrevoou cinco dias antes. As estações de rastreio do Jason-1 estão localizadas a meio caminho das do Jason-2, que estão cerca de 315 km distantes da linha do equador.  
Essas missões enquanto se mantiveram em paralelo, disponibilizaram informações a uma taxa duas vezes maior, permitindo previsões muito mais acuradas. Essa configuração, ajudou também a definir as estratégias futuras para esse tipo de missão, de forma a coletar dados muito mais detalhados com satélites trabalhando de forma cooperativa e complementar.
Com a missão OSTM/Jason-2, a altimetria oceânica fez a transição da fase de pesquisa para a fase operacional. A responsabilidade de coletar esses dados passou das agências espacias para as agências de clima e tempo, que os usam para previsões de curto, médio e longo prazo.